# Goo Goo Muck/She Said
Goo Goo Muck/She Said è un singolo del gruppo musicale statunitense The Cramps, pubblicato come promo nel 1980, ufficialmente nel 1981 come estratto dall'album Psychedelic Jungle.

## Descrizione
Il singolo è stato pubblicato negli Stati Uniti, Gran Bretagna ed Europa in più edizioni, ma nella medesima versione, con due varianti della copertina: una che ritrae il gruppo, l'altra una generica copertina "bucata" della casa discografica o del distributore A&M Records.
Le tracce presenti sul singolo sono entrambe cover di brani rock 'n' roll degli anni sessanta. Sul lato A il singolo riporta la traccia Goo Goo Muck, un brano di Ronnie Cook che ha inciso assieme a The Gaylads nel 1962 come singolo per la Audan Records con il titolo The Goo Goo Muck. Sul lato B del singolo è invece incisa la traccia She Said, inedita su album, ma che apparirà successivamente in alcune edizioni speciali di loro titoli. Si tratta questa volta di un brano di Hasil Adkins, che questi ha pubblicato come singolo per la Jody Records nel 1964.

## Tracce
1. Goo Goo Muck – 3:02 (Ronnie Cook)
2. She Said – 3:11 (Hasil Adkins)

Durata totale: 6:13

## Formazione
- Lux Interior - voce
- Poison Ivy - chitarra
- Bryan Gregory - chitarra
- Nick Knox - batteria

## Altri utilizzi
- Il brano Goo Goo Muck, nella versione dei Cramps registrata per questo disco, viene utilizzata nella serie televisiva Mercoledì (Wednesday, 2022), come traccia nella scaletta del Rave'N, il ballo annuale della Nevermore Academy. L'attrice che impersona Mercoledì Addams, Jenna Ortega, ha personalmente coreografato la propria danza del brano ispirandosi a Siouxsie Sioux, Bob Fosse e ai filmati di discoteche gotiche degli anni ottanta.[1][2]